# كريس بيركت
كريس بيركت (بالإنجليزية: Chris Burkett)‏ هو لاعب كرة قدم أمريكية أمريكي، ولد في 21 أغسطس 1962 في لاوريل في الولايات المتحدة.

## وصلات خارجية
- كريس بيركت على موقع مرجع كرة القدم المحترفة.كوم (الإنجليزية)